# Manoel dos Reis de Farias
Manoel dos Reis de Farias (Orobó, 23 de abril de 1946) é um bispo católico brasileiro, emérito da Diocese de Petrolina.

## Biografia
Dom Manoel  dos Reis de Farias nasceu em Serra Verde, município de Orobó, Pernambuco. Seus pais eram  Severino Francisco Alves  e Josefa, esta falecida quando ele era ainda criança. Viúvo, o pai contraiu um novo matrimônio e confiou os três filhos a avó Dona Benvenuta. Manoel cresceu seguindo a profissão dos pais, agricultor.
Na adolescência, sentiu-se animado a abraçar a vocação sacerdotal. Cursou o primeiro e segundo graus no Colégio Pio XII dos Irmãos Maristas, em Surubim, Pernambuco e aos 17 anos entrou no seminário. Os estudos filosóficos aconteceram no Instituto Estrela Missionária em Nova Iguaçu, e a Teologia na Escola Teológica do Mosteiro de São Bento em Olinda. É também formado em Direito Canônico, pelo Instituto Superior do Rio de Janeiro, instituição filiada à Pontifícia Universidade Gregoriana de Roma. Sua ordenação diaconal aconteceu em 6 de janeiro de 1982.

## Presbiterato
Em 1983, recebeu o presbiterato em Nazaré da Mata, Pernambuco. Em Pernambuco exerceu os cargos de: reitor da Casa de Formação dos Seminaristas da Diocese de Nazaré (1985-1986), Vice-Reitor do Seminário Arquidiocesano de Olinda e Recife (1987), pároco de São Sebastião, em Machados (1988-1990), Pároco do Divino Espírito Santo em Paudalho, Diretor Espiritual dos seminaristas maiores da Diocese de Nazaré (1990 até novembro de 2001) e de membro do Conselho Presbiteral e do Colégio de Consultores da Diocese de Nazaré.

## Episcopado
Em 8 de agosto de 2001 o Papa João Paulo II convocou-o para o episcopado, nomeando-o bispo de Patos, na Paraíba. A sagração episcopal de Dom Manoel aconteceu na catedral de Nazaré da Mata aos 10 de novembro de 2001, presidida por Dom Jorge Tobias de Freitas. A posse do novo bispo de Patos ocorreu no estádio Municipal José Cavalcante em 1 de dezembro de 2001.
Apresentou o programa semanal Palavra de Fé, transmitido pela rádio Espinhara AM e FM, esta última conquistada durante o seu episcopado. Preocupado com o consumo alto consumo de drogas, por jovens da região, incentivou a instalação de uma Fazenda Esperança no território da diocese. Ordenou mais de quinze jovens e criou 15 paróquias. Em 18 de maio de 2003, Dom Manoel abençoou a pedra fundamental do Santuário de Nossa Senhora do Perpétuo Socorro em Patos. Em 2009 presidiu as celebrações do cinquentenário da diocese de Patos.
Aos 27 de julho de 2011 foi nomeado pelo Papa Bento XVI para a Diocese de Petrolina. Em Petrolina, Dom Manoel criou seis novas paróquias, ordenou dezenas de padres, reformou a Catedral diocesana, reforma da matriz de Nossa Senhora Rainha dos Anjos, reforma do Seminário Menor Diocesano São José, criação de casa de formação de seminaristas da Diocese de Petrolina na Arquidiocese de Olinda e Recife, reformulação da Emissora Rural A Voz do São Francisco, pertencente a diocese, implantação do sinal digital da Rede Vida de Televisão, criação da Fazenda Boa Nova Rainha dos Anjos com mais de 30 hectares num dos projetos de irrigação do Rio São Francisco para atender dependentes químicos na luta contra o vício em drogas, fortalecimentos de pastorais como a Pastoral Diocesana da Comunicação, entre outros trabalhos.
Teve seu pedido de renúncia acolhido pelo Papa Francisco e anunciado no dia 12 de julho de 2017.